# Église Saint-Jacques-le-Mineur de Liège
Pour les articles homonymes, voir Église Saint-Jacques.

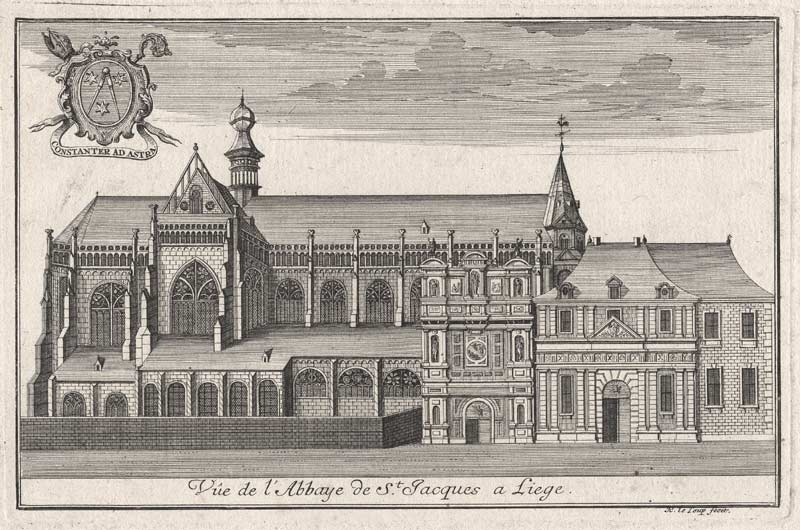
Gravure de l'église Saint-Jacques (135)

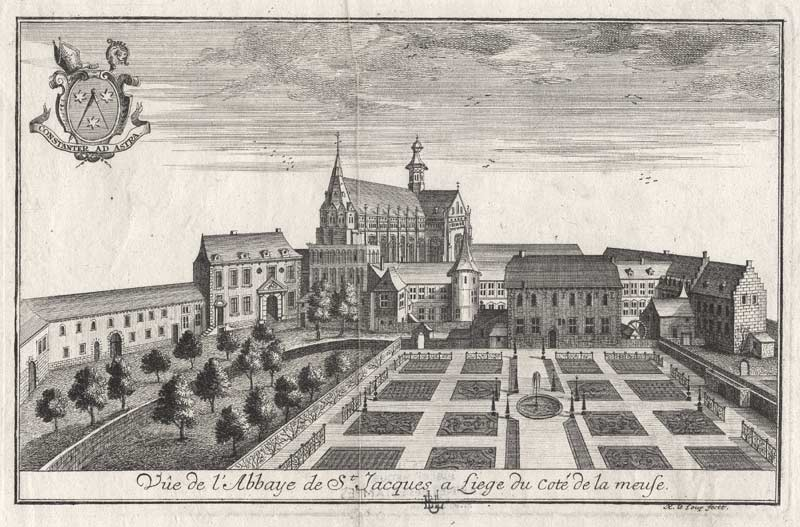
Gravure de l'abbaye Saint-Jacques, côté Meuse

L’église Saint-Jacques-le-Mineur est un important édifice religieux catholique situé dans le centre de la ville de Liège, en Belgique. Ancienne église abbatiale de l'abbaye Saint-Jacques fondée en 1015 par le prince-évêque Baldéric II, successeur de Notger elle devint collégiale Saint-Jacques en 1785. Après le concordat de 1801, la collégiale Saint-Jacques est devenue église paroissiale. Le cloître principal de l'abbaye devint un parc public et les bâtiments abbatiaux furent démolis.

## L'abbatiale
L'abbaye a toujours été dédiée à saint Jacques le Mineur, bien qu'on lui associe très souvent l’apôtre de Compostelle. Dès le début, l'école monastique devint célèbre et l'abbaye florissante ; les moines fondèrent le monastère de Lubin en Pologne, ainsi que le prieuré de Saint-Léonard dans le quartier nord de Liège.
L'abbatiale abritait le tombeau d'un évêque étranger du nom de Jean : sarcophage avec le gisant en tuffeau, vêtu des ornements pontificaux, la tête sous un dais et les pieds sous une console. Remplacé dans Saint-Jacques en 1906, par une copie du sculpteur louvaniste Paul Roemaet, l'original a été transféré dans la cathédrale Saint-Paul et remonté dans la salle des archidiacres du trésor de la cathédrale Saint-Paul. On ne sait pas grand chose de Jean, évêque italien en exil, artiste peintre appelé par Otton III pour décorer l'église d'Aix-la-Chapelle. Son épitaphe en latin a été retranscrite par le chroniqueur Gilles d'Orval vers 1250 :

« Arrête, lis ce que tu vois, et que ton tendre cœur ait pitié de moi
 le tombeau annonce ce que je suis, l'inscription ce que je fus.
 Né en Italie, revètu du pontificat, moi, Jean, J'ai du m'enfuir chassé de mon siège épiscopal
 Exilé sans honneur, je fus envoyé en ces régions
 La ville compatissante de Liège me prêta un asile
Saint-Jacques, souvenez-vous de votre fidèle élève,
 c'est sur mes conseil que cette demeure fut édifiée en votre honneur. »

Jean aurait en effet conseillé à l'évêque Baldéric, successeur de Notger, de bâtir le monastère bénédictin de Saint-Jacques ; c'est l'abbé Jean de Coromeuse (1507-1525) constructeur de l'église gothique qui remit à l'honneur le tombeau de l'évêque Jean et le doyen Émile Scoolmeester qui sauva le monument en 1906. Le nouveau mausolée conserve les ossements du prélat et la tradition rapporte que des miracles se sont produits auprès de ceux-ci.

## De la collégiale à l'église paroissiale
L'abbaye de Saint-Jacques fut sécularisée par le pape Pie VI le 28 mai 1785 et transformée en collégiale pour vingt-cinq chanoines. L'empereur Joseph II approuva ce changement le 31 juillet suivant. Le même pape supprima l'abbaye de Saint Gilles le 27 juin 1786 et réunit ses revenus à ceux de Saint-Jacques où sept nouveaux canonicats réductibles à cinq furent établis pour les moines de Saint-Gilles. Le nouveau chapitre se composa alors de trente chanoines comme ceux des autres collégiales liégeoises.
Après le concordat de 1801, l'église fut rendue au culte en 1803 en tant qu'église paroissiale. Elle fut restaurée une première fois au XIXe siècle, de 1832 à 1869, par les architectes Jean-Charles Delsaux et Auguste Van Assche. La seconde restauration importante a eu lieu entre 1972 et 1975 ; des fouilles archéologiques ont alors permis de retrouver les vestiges de la crypte romane et les fondations de l’église primitive.

## Description
L'église gothique actuelle, dont la construction fut achevée en 1538, remplaça l'église romane primitive. La voûte et ses peintures sont de la même époque, ainsi que les vitraux du chœur datés de 1525 à 1531. Le portail Renaissance ajouté en 1558 est attribué à Lambert Lombard. L'église primitive comportait un avant-corps roman et un clocher octogonal daté des environs de 1170. Seul l'avant-corps avec une de ses trois tours a été conservé.
Parmi les éléments les plus remarquables, la nef, véritable dentelle de pierre ; la voûte comptant plus de 150 clés de voûte dans la nef centrale ; les stalles du XIVe siècle ; le buffet d'orgues Renaissance et son instrument en style Renaissance reconstruit par la Manufacture d'orgues Schumacher d'Eupen ; le vitrail avec les armoiries des 32 vieux métiers (XVIe siècle) ; les statues baroques de Del Cour et de son école (fin XVIIe siècle) ; et le couronnement de la Vierge (groupe sculpté du XIVe siècle).

## Structure et dimensions
L'église mesure 90 m de long, du narthex à la chapelle rayonnante de l'abside. La nef, composée de six travées et flanquée de collatéraux, est longue de 38 m et large de 11,5 m. Les voûtes s'élèvent quant à elles à 22,5m au-dessus du sol. Le chœur, long de 23 m, se termine par une abside semi-circulaire à cinq pans, chacun flanqué à la base d'une chapelle rayonnante. Comme la plupart des églises, Saint-Jacques a un plan en forme de croix latine avec un transept long d'un peu plus de 26 m,.

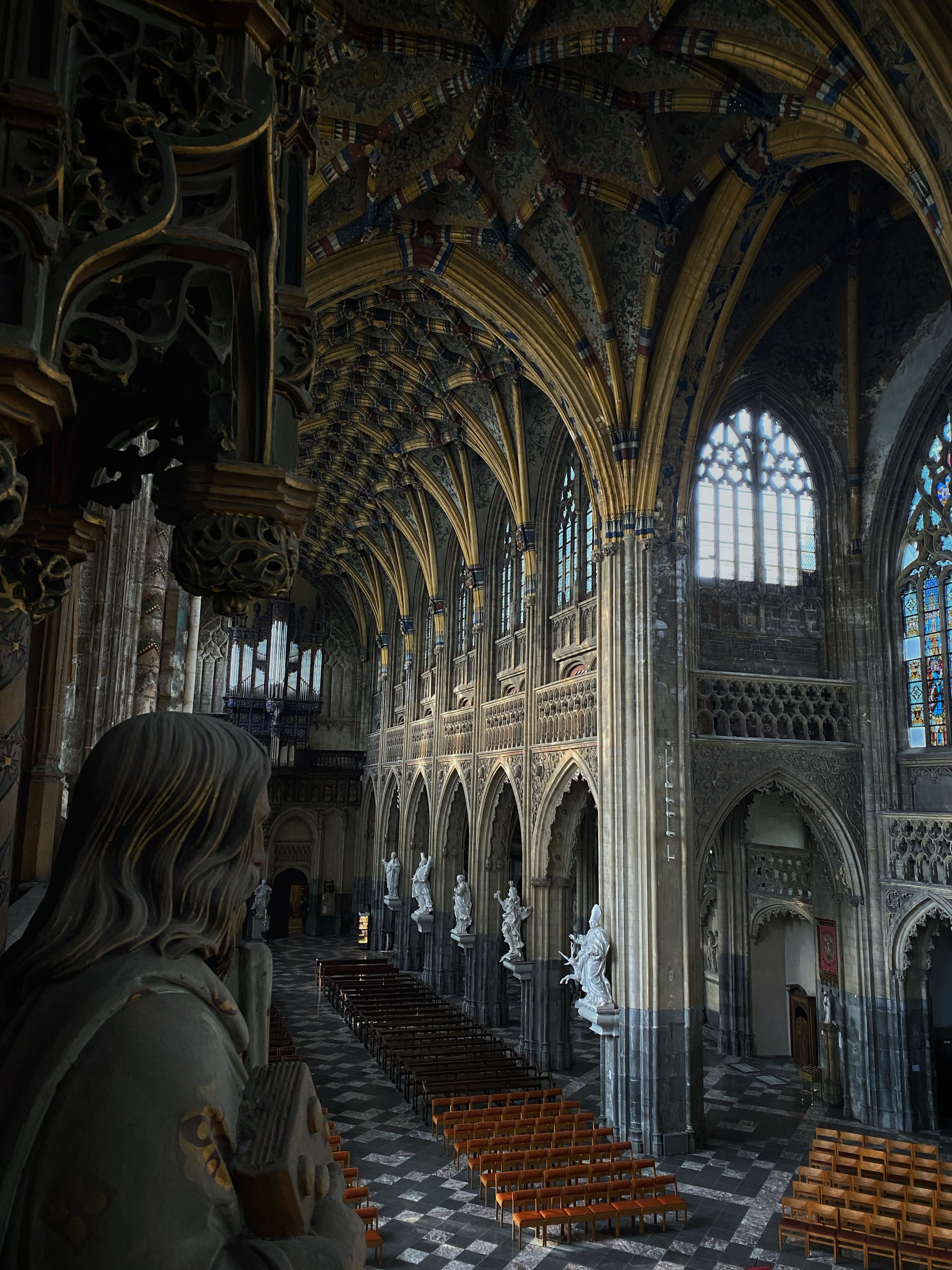
Intérieur de l'église Saint-Jacques-le-Mineur vu de l'abside.

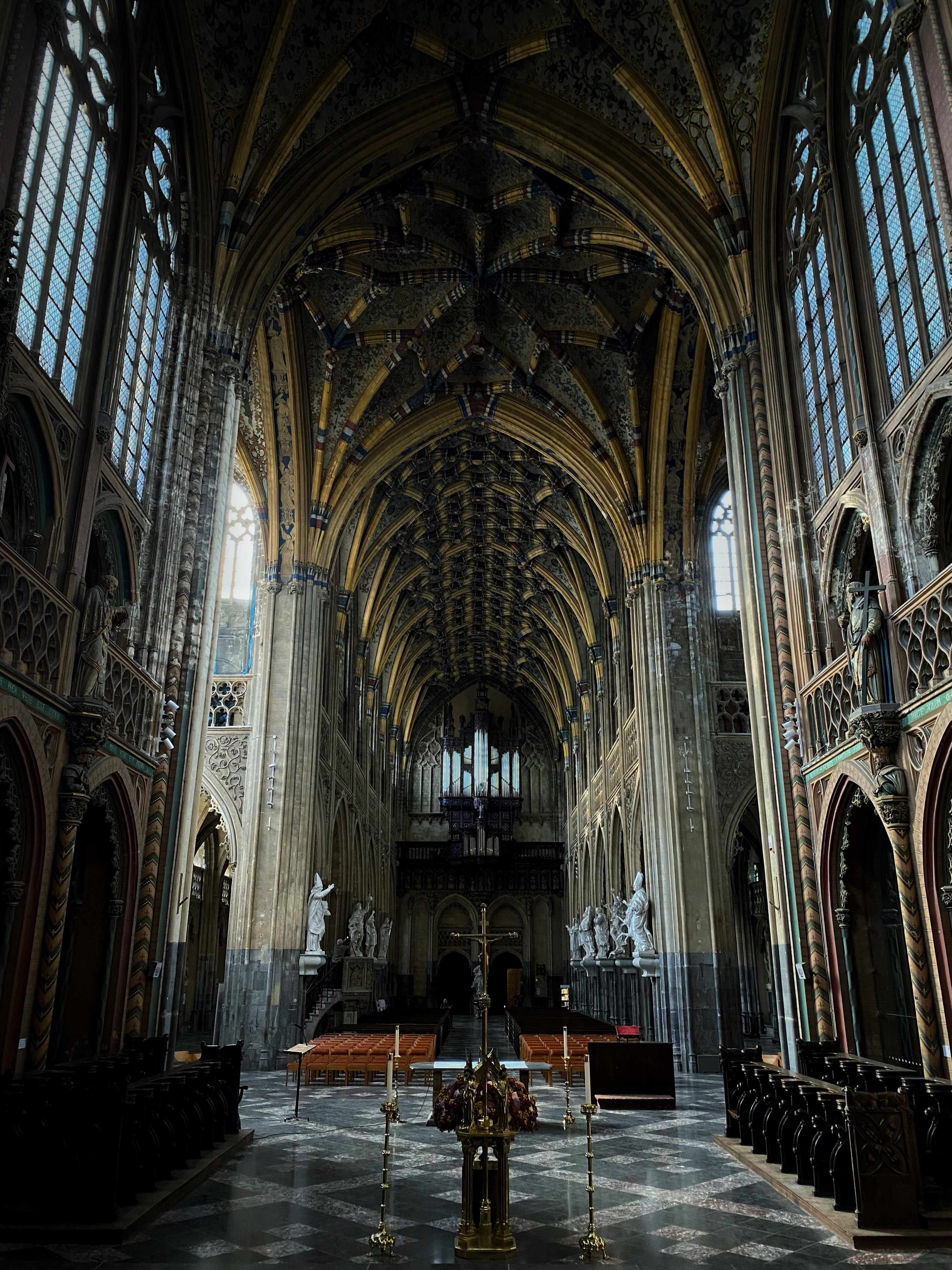
Intérieur vu de la nef de l'église.

### Vitraux

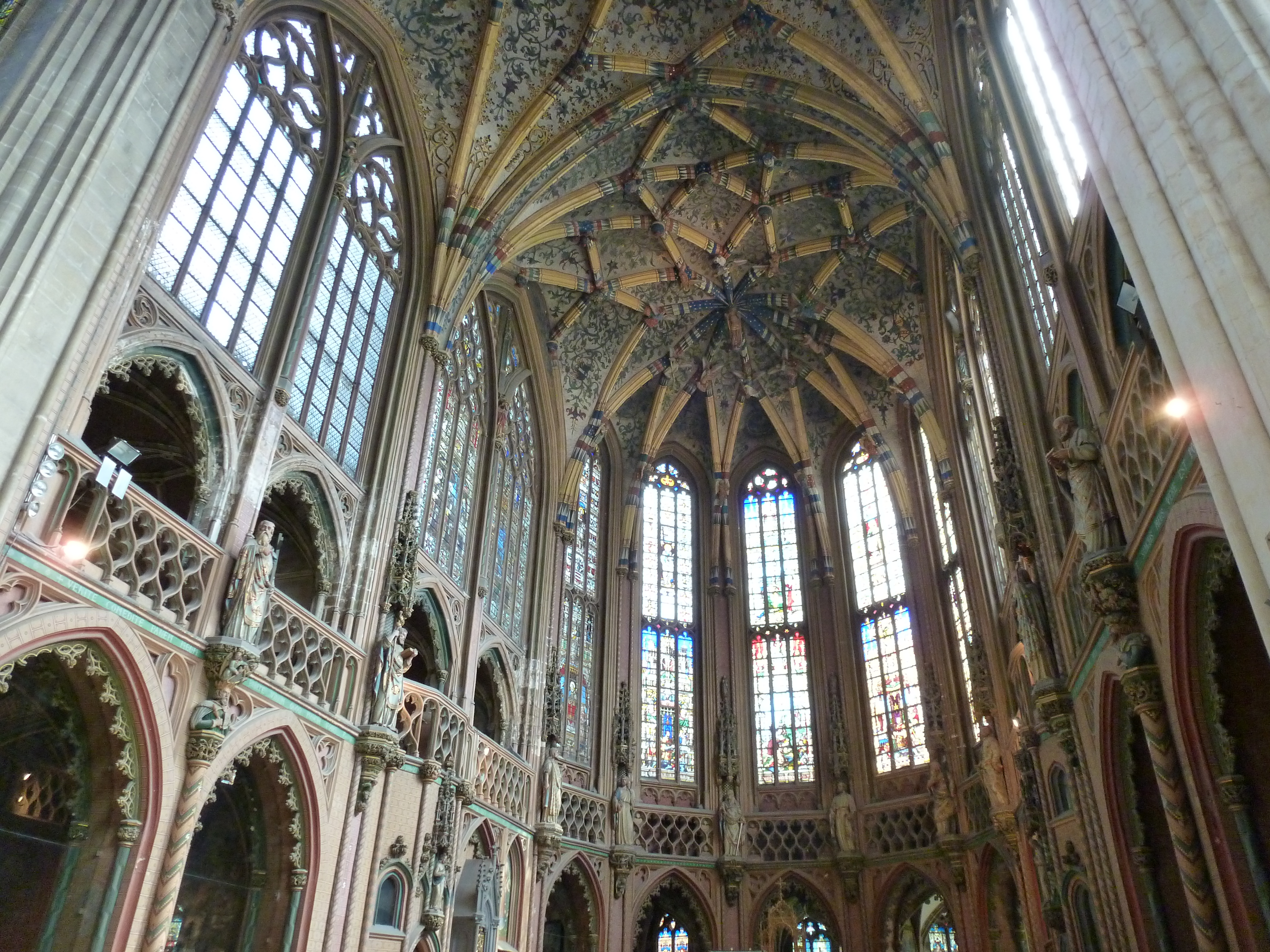
Les vitraux de l'abside.

Les vitraux de Saint-Jacques sont considérés par certains auteurs comme peut-être les plus beaux de la Belgique,, l'archéologue français Adolphe Napoléon Didron n'hésite même pas à les classer en tête de tous ceux qui subsistent du XVIe siècle,.

#### Abside
L'abside compte cinq vitraux réalisés et mis en place entre 1525 et 1531, ils furent restaurés entre 1838 et 1841 par Jean-Baptiste Capronnier. Ils furent en grande partie donnés par les familles de Hornes et de la Marck, après des années de haine et d'hostilités, lors de la réconciliation de ces lignages par l'union de Marguerite, fille de Jacques de Hornes, avec Évrard, fils d'Évrard III de La Marck.
Le grand vitrail à gauche est daté de 1531 et représente le donateur Jacques de Hornes, chevalier de la Toison d'or, agenouillé devant la Sainte Trinité, protégé par saint Jacques ; derrière lui se trouvent ses deux femmes, Marguerite de Croy et Claudine de Savoie à genoux devant Notre-Dame des Douleurs, leurs patronnes et la levrette symbole de la fidélité. Le tout est entouré de seize quartiers armoriés, paternels et maternels du donateur ; dans la partie supérieure et les entrelacs le Christ et des anges portant des attributs.
Le vitrail qui suit, fut donné en 1531 par Richard de Mérode et Arnould le Blavier, bourgmestres de Liège. Au centre saint Jean-Baptiste montrant l'Agneau divin; aux deux baies latérales les armoiries des trente-deux Bons Métiers de Liège et dans la partie inférieure le blason de la Cité et ses deux patrons: Notre-Dame et saint Lambert.
La verrière suivante est un don de Jean de Hornes de 1529 ; protégé par saint Lambert, le prévôt du chapitre de Saint-Lambert dans un temple somptueux fait hommage de son vitrail à la Sainte Vierge et à l'Enfant-Dieu; dans la partie supérieure, la figure de saint Jacques-le-Mineur entouré des seize quartiers armoriés du donateur.
La fenêtre centrale a été donnée par Jean de Cromois, abbé de Saint-Jacques de 1506 1525 ; elle représente le sacrifice du Calvaire, celui d'Isaac et le Serpent d'airain, ces deux derniers prophétiques de celui de la Croix.
Le vitrail suivant, daté de 1525, représente saint André avec les seize quartiers armoriés du donateur Évrard III de La Marck, présenté par saint Christophe et agenouillé devant le Sauveur qui lève la main pour le bénir.
Enfin à la dernière verrière, Marguerite de Hornes, épouse d'Évrard IV de La Marck ; derrière elle sa patronne et la Vierge entourée d'une gloire complète. Dans le haut, saint Jean l'Évangéliste et les quartiers armoriés de la donatrice.

## Index des artistes

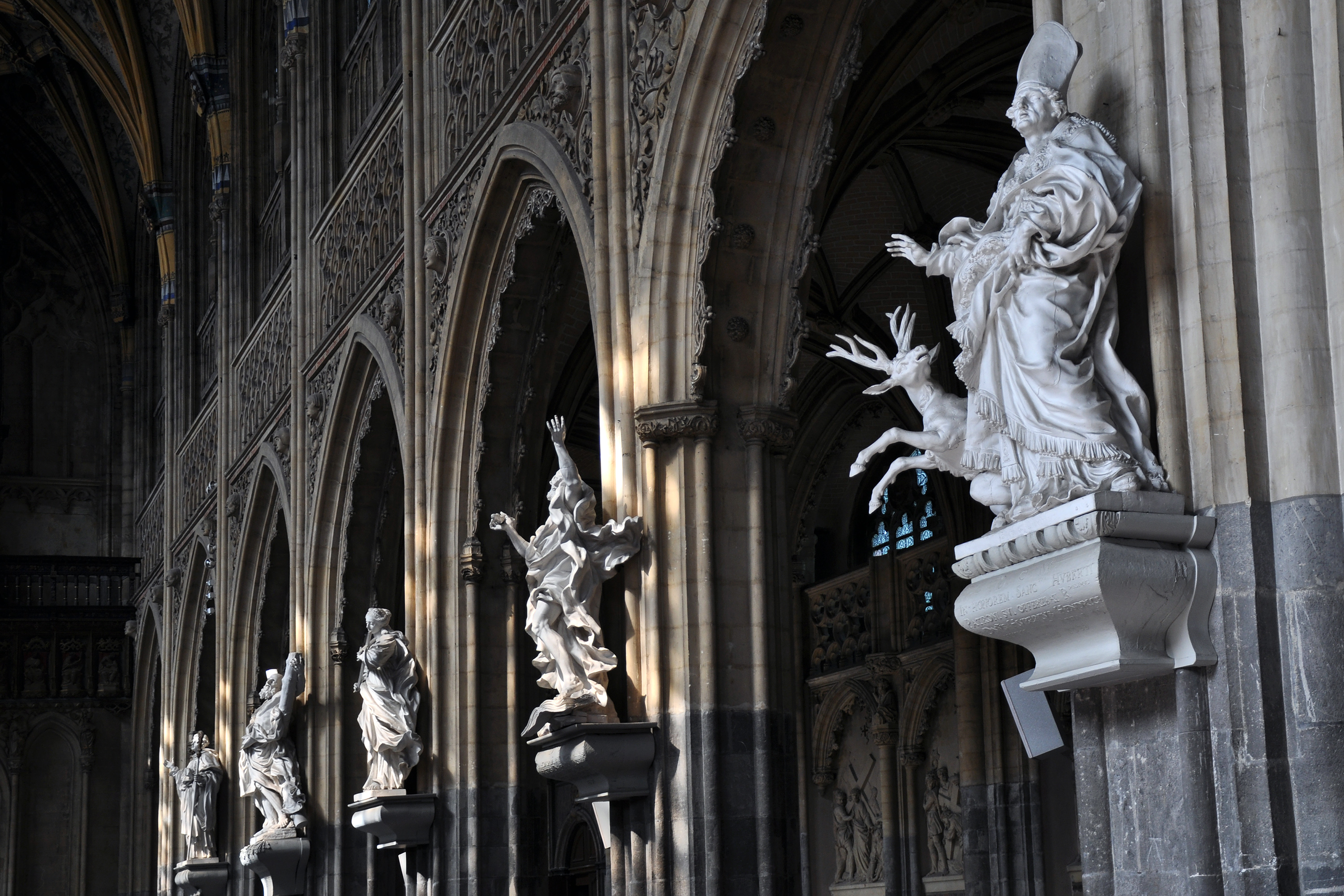
Sculptures dans la nef

Liste chronologique des artistes ayant travaillé à l'église Saint-Jacques, ou dont une œuvre se trouve dans l'église.
- Lambert Lombard (1506-1566), architecte.
- Arnold de Hontoire (1630-1709), sculpteur.
  - Statue de Saint-André
- Jean Del Cour (1631-1707), 8 sculptures en bois de tilleul (1682-1696)
  - Saint Jacques-le-Majeur (1682)
  - Saint Benoît (1684)
  - Saint Hubert (1689)
  - Saint Henri (1689)
  - Saint Nicolas (1685). Disparue.
  - Sainte Scholastique (1691)
  - Saint Jacques-le-Mineur (1691)
  - Immaculé conception (1696). Déplacée à Floreffe.
- Louis-Eugène Simonis (1810-1882), sculpteur.
- Édouard van Marcke (1815-1884), peintre.
- Jean-Charles Delsaux (1821-1893), architecte[10].
- Jules Helbig (1821-1906), peintre.
- Auguste Van Assche (1826-1907), architecte.
- Jules Halkin (1830-1888), sculpteur.
- Joseph Osterrath (1845-1898), maître-verrier.

## Galerie de photographies

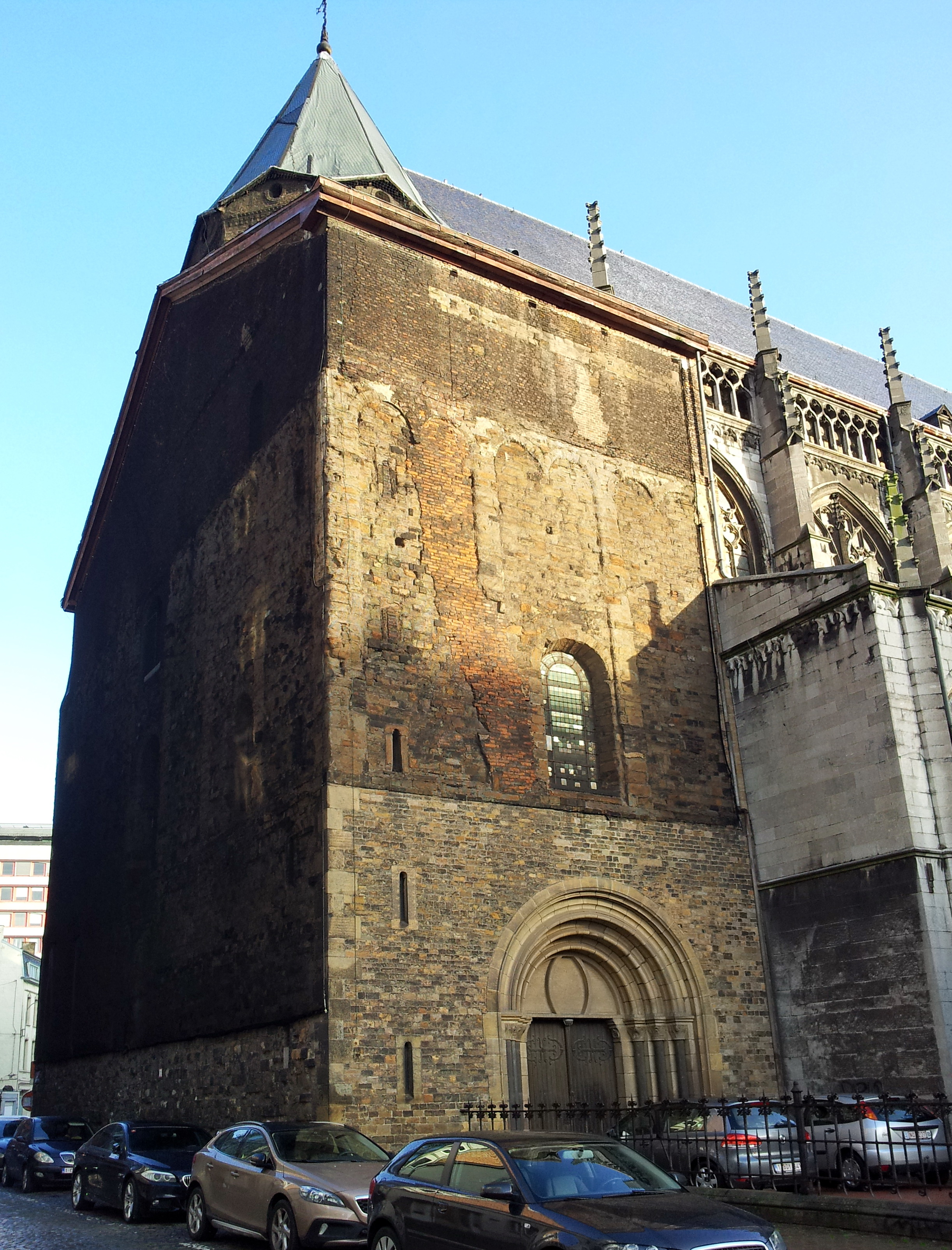
Tour romane de l'église.
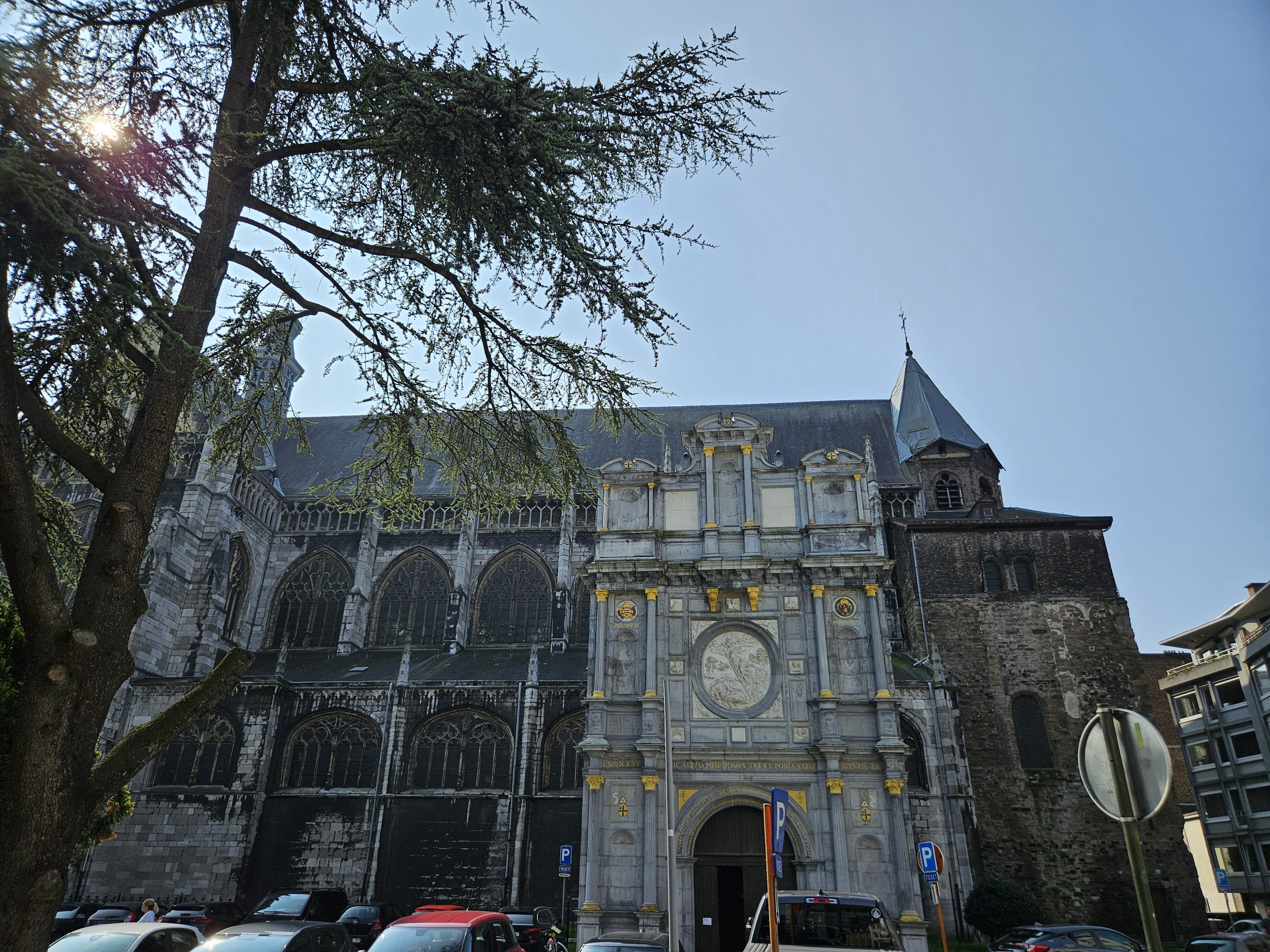
Vue de l'église de la place Saint-Jacques.
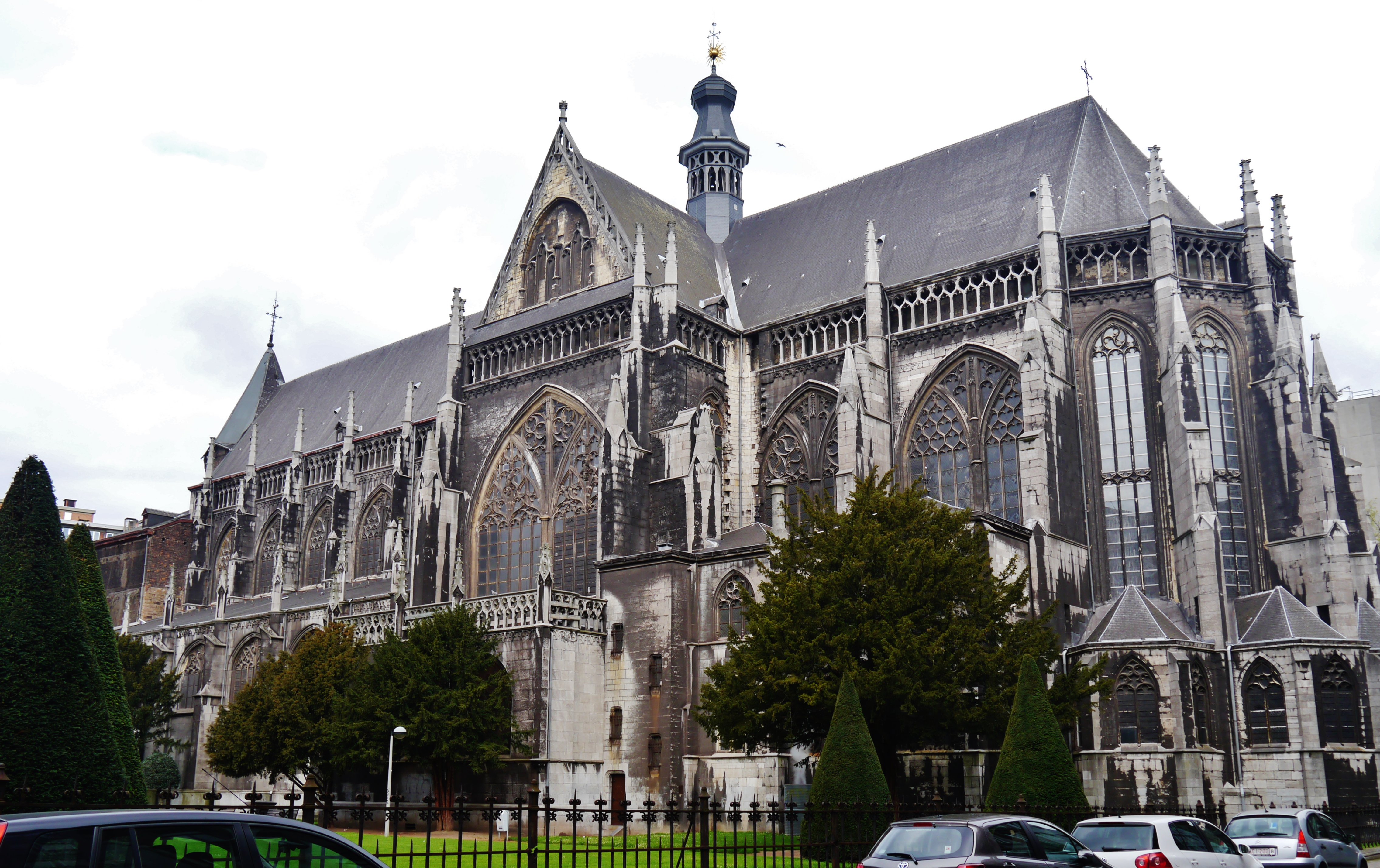
Vue de l'église de la place Emile-Dupont.
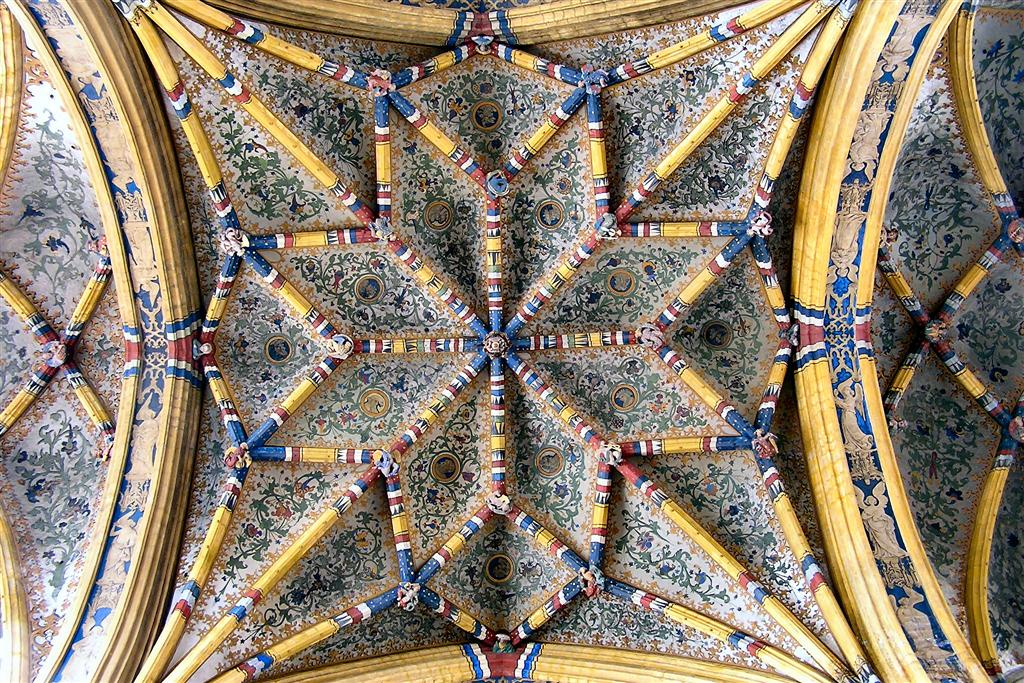
Plafond à la croisée du transept.
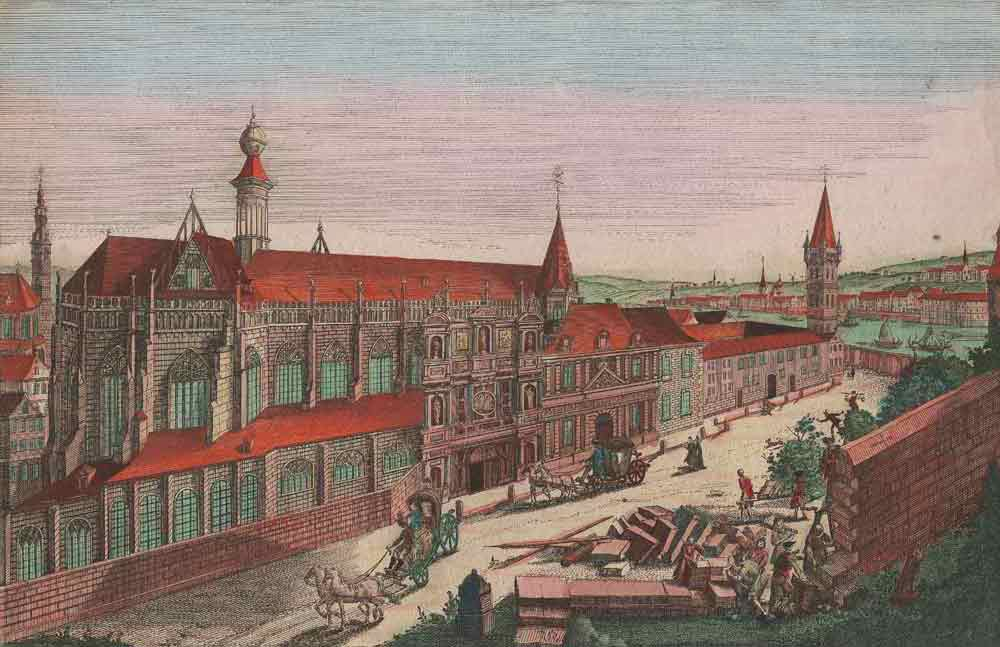
Peinture de la collégiale au 18ème siècle.

## Citations
« La merveille de Liège, c'est l'église Saint-Jacques. Les voyageurs en citent de plus belles ; je doute qu'il y en ait de plus gracieuses. C'est l'architecture gothique, avec toute la richesse de l'art arabe, dont elle est née. »

— Désiré Nisard, Souvenirs de voyage

#### Sources fondamentales
- Cartulaire de l'abbaye de Saint-Jacques de Liège, bibliothèque du Chapitre de Trêves.

#### Articles
- Sylvain Balau, « La bibliothèque de l’abbaye de Saint-Jacques à Liège », Bulletin de la Commission royale d'Histoire, t. 2,‎ 1902, p. 1-61 (lire en ligne, consulté le 31 mai 2016)
- Antoine Baudry, « Les trous de pince : quelques observations sur le porche septentrional de l'ancienne abbatiale Saint-Jacques à Liège (ca. 1550) », Chronique d'Archaeologia Mediaevalis, t. 39,‎ 2016, p. 11-13
- Ursmer Berliere, « La sécularisation de l’abbaye de Saint-Jacques à Liège », Revue Bénédictine, t. 33,‎ 1921, p. 173-189
- André Boutemy, « Un grand abbé du XIe siècle : Olbert de Gembloux », Annales de la Société archéologique de Namur, t. 41,‎ 1934, p. 43-85 (lire en ligne, consulté le 31 mai 2016)
- Ann Chevalier, « Inventaire des marques de tailleurs de pierre en l’église Saint-Jacques de Liège », Bulletin de l'institut archéologique liégeois, t. 84,‎ 1972, p. 63-72 (lire en ligne, consulté le 31 mai 2016)
- Joseph Coenen, « L’architecte Arnold Van Mulcken », Bulletin de la société royale Le Vieux-Liège, t. 1, no 21,‎ octobre-novembre 1934, p. 321-324 (lire en ligne, consulté le 31 mai 2016)
- T.-J. Devroye, « Rapport relatif à la restauration de l’église Saint-Jacques à Liège », Bulletin des Commissions royales d'Art et d'Archéologie, t. 9,‎ 1870, p. 412-428 (lire en ligne, consulté le 31 mai 2016)
- Eugène-M.-O. Dognee, « La restauration de l’église Saint-Jacques », Annales de la Société l’union des artistes, t. 4,‎ 1872, p. 182-227 (lire en ligne, consulté le 31 mai 2016)
- Richard Forgeur, « L’escalier et la chapelle dite « des bourgmestres » à l’église Saint-Jacques de Liège », Bulletin de la société royale Le Vieux-Liège, t. 5, nos 117-118,‎ avril-septembre 1957, p. 175-177 (lire en ligne, consulté le 31 mai 2016)
- Jules Halkin, « L’église Saint-Jacques à Liège », Annales de la Société l’union des artistes, t. 4,‎ 1872, p. 337-378
- René Jans, « La « Mise en Croix », peinture murale récemment découverte en l’église Saint-Jacques, à Liège », Bulletin de la société royale Le Vieux-Liège, t. 9, no 204,‎ janvier-mars 1979, p. 333-337 (lire en ligne, consulté le 31 mai 2016)
- Paul Jaspar, « A propos de l’escalier du chœur de l’église Saint-Jacques de Liège », Chronique archéologique du pays de Liège, t. 42, no 6,‎ octobre-décembre 1926, p. 83-85 (lire en ligne, consulté le 31 mai 2016)
- H. Nelis, « La bibliothèque de Saint-Jacques », Archives et Bibliothèques de Belgique, t. 4,‎ 1927, p. 110-112
- Hélène Van Heule, « Le cancel de l’église Saint-Jacques de Liège », Chronique archéologique du pays de Liège, t. 42, no 4,‎ juin 1926, p. 52-62 (lire en ligne, consulté le 31 mai 2016)
- Jean-Pierre Delville, Yves Jacques et Xavier Tonon, « La restauration du porche de l’église Saint-Jacques à Liège », Bulletin de la Commission royale des Monuments, Sites et Fouilles, no 29,‎ 2017, p. 53-76 (ISBN 978-2-9601866-1-1, résumé)

#### Ouvrages
- Dominique Allart, Mathieu Piavaux, Benoît Van den Bossche et Alexis Wilkin (dir.), L’église Saint-Jacques à Liège. : Templum pulcherrimum. Une histoire, un patrimoine, Namur, Institut du Patrimoine wallon, décembre 2016, 346 p. (ISBN 978-2-87522-175-9, présentation en ligne)
- Hubert Colleye, Dans la paix des vieilles églises, Saint-Paul, les cloîtres de Saint-Paul, Saint-Jacques, Saint-Martin, Sainte-Croix, Liège, 1917, 57 p., p. 37-46
- Ch.-J. Comhaire et André Dubois, La chapelle des maîtres de la cité dans l’église Saint-Jacques à Liège, Liège, 1896
- Jean-Charles Delsaux, L’église Saint-Jacques à Liège, plans, coupes, ensembles, détails intérieurs et extérieurs, mesurés, dessinés et publiés, Liège, Avanzo, 1845, 20 p. (lire en ligne)
- Louis Gothier, L’église Saint-Jacques à Liège, Liège, Le Vieux-Liège, coll. « Fascicules archéologiques de la société royale Le Vieux-Liège », 1970, 4e éd., 34 p.
- Louis Hendrix, L’église Saint-Jacques à Liège, Liège, 1928, 75 p. (lire en ligne)
- Arthur Moreau, Chronique de la paroisse Saint-Jacques à Liège, 1900-1960, Liège, Buteneers, 1966, 228 p.
- Fabrice Muller et Richard Forgeur, Bibliographie de l'église Saint-Jacques à Liège, Liège, Buteneers, 1997-2005, 2e éd., 49 p.
- Gustave Ruhl, L’église Saint-Jacques à Liège, Liège, 1907, 28 p. (lire en ligne)
- Émile Schoolmeesters, Description de l’église Saint-Jacques à Liège, Liège, 1885, 13 p.
- Émile Schoolmeesters, Les origines de l’église Saint-Jacques à Liège, Liège, Louis Cemarteau, 1887, 24 p. (lire en ligne)
- Émile Schoolmeesters, Bulletin de la paroisse Saint-Jacques, Liège, 1897-1901
- Jacques Stiennon, Etude sur le chartrier et la domaine de l’abbaye de Saint-Jacques de Liège (1015-1209), Paris, Les Belles Lettres, coll. « Bibliothèque de la Faculté de Philosophie et Lettres de l’Université de Liège » (no 124), 1951, 514 p. (ISBN 2-251-66124-7, lire en ligne)
- Eugène Thys, Guide historique et artistique dans les églises Saint-Paul, Saint-Jacques, Saint-Jean, Saint-Denis, et Saint-Antoine et suivi d’un catalogue du Musée Communal liégeois à Liège, Liège, 1873, p. 14-18
- (en) John Weale, Divers Works of early Masters in christian décoration, Londres, John Weale, 1846, p. 41-52